# Tiziano (anabattista)
Tiziano (Ceneda?, XVI secolo – ...) è stato un teologo italiano, enigmatico personaggio considerato tra i fondatori dell'anabattismo italiano. Non va confuso con il napoletano Lorenzo Tizzano, alias Benedetto Florio, un altro anabattista.

## Biografia
Non si conosce il cognome di questa misteriosa persona, che non ha lasciato alcun suo scritto: nella lettera del 7 agosto 1549 inviata dal pastore protestante Agostino Mainardi, italiano emigrato in Svizzera, al teologo svizzero Heinrich Bullinger, si dice che il Tiziano - che frequentava eretici italiani fuggiti in Svizzera, come Camillo Renato, Francesco Negri e Pietro Bresciani - era stato espulso dal cantone dei Grigioni a causa delle sue teorie eterodosse anche agli occhi dei protestanti.
Dei tre amici del Tiziano, non possono considerarsi anabattististi né il Renato né il Negri, mentre di Pietro da Casalmaggiore, ovvero Pietro Bresciani, il Mainardi scriveva che si era fatto ribattezzare e si professava apertamente anabattista a Chiavenna, anche se il Bresciani negherà la circostanza, il 18 gennaio 1552, di fronte all'Inquisizione di Bologna.
A sua volta, Giulio della Rovere, pastore di Poschiavo, nei Grigioni, nella sua Esortazione al martirio, del 1549, parlerebbe di lui dove scrive di una persona che «con superba ambizione cerca il primato sopra gli altri né vuole che la chiesa abbi autorità né possanza di riprenderlo. Questo tale niega tutto il Nuovo Testamento et dice che lo Spirito non meno rivela a lui la verità, che l'habbi rivelata alli Apostoli. Scomunica et tiene per heretici tutti quelli che contradicono a le sue rivelazioni, et vuole essere tenuto lui solo giudice de la parola di Dio».
Ulteriori testimonianze su Tiziano provengono dalle deposizioni rese di fronte all'Inquisizione da Pietro Manelfi, nel novembre 1551, sull'appartenenza del Tiziano tra i capi più autorevoli della comunità anabattista italiana, di Bruno Busale che, interrogato il 23 dicembre 1551, affermò che il Tiziano aveva ottenuto autorità d'insegnamento in Germania e di Paolo Beltramin che, nell'interrogatorio subito il 5 maggio 1552, depose di averlo conosciuto: «si chiama Tiziano; non so el suo cognome ma ho inteso che l'he da Ceneda». E la notizia della sua possibile nascita in quella città, che oggi fa parte di Vittorio Veneto, assume particolare credibilità se si considera che il patrono di Ceneda era proprio un san Tiziano.
Da tutto questo insieme di testimonianze si può solo ricostruire che, dopo l'espulsione dal Cantone dei Grigioni nell'estate del 1549, Tiziano sia giunto in Veneto. Si ha notizia dell'esistenza di una comunità anabattista ad Asolo, tra i quali si ricordano i nomi di Benedetto del Borgo, Marcantonio del Bon, Giuseppe Sartori e Nicola d'Alessandria; di qui si sarebbero diffuse a Cittadella, Padova, Rovigo e Vicenza comunità le quali, del resto, secondo una tipica concezione anabattista, potevano essere formate da pochissime persone che da sé sole formavano una «chiesa», priva di ogni struttura gerarchica e unita a ogni altra dai rapporti tenuti da «ministri» itineranti.
I caratteri fondamentali dell'anabattismo consistono nel battezzare non i bambini, che non possono avere ancora una fede, ma solo gli adulti che, se già battezzati, devono ribattezzarsi - come esprime l'etimologia greca ana-baptizo, battezzo ancora - nel mettere i beni in comune, nel non ammettere gerarchie, nel rifiutare ogni forma di violenza privata e pubblica, e pertanto di non accettare alcun incarico in società, dal momento che l'esercizio delle magistrature comporta anche l'uso di forme coercitive. Questo primo anabattismo italiano accetta ancora i principi essenziali della teologia protestante, la giustificazione per la sola fede, la negazione del Purgatorio, l'affermazione della trinità divina e dell'esistenza di due nature di Cristo.
Una svolta nel movimento anabattista così costituito dovette avvenire con l'ammissione, avvenuto a Padova nei primi del 1550, di un gruppo di esuli da Napoli, la cui figura più rappresentativa era l'abate Girolamo Busale, che avevano avuto conoscenza delle dottrine di Juan de Valdés. Essi accettarono il nuovo battesimo ma portarono nella primitiva comunità concezioni del tutto nuove, come la negazione della divinità di Cristo e dell'immortalità dell'anima, e uno spirito di critica razionalistica nell'interpretazione delle Scritture.
La svolta non fu accettata da tutte le comunità, quella di Cittadella per prima; ma anche Tiziano sembra che non accettasse la pretesa di razionalizzare i princìpi della fede religiosa, probabilmente temendo, da queste premesse, non solo una frattura delle comunità ma soprattutto «l'allontanamento da quello che è essenzialmente cristiano: l'esperienza del divino nella vita individuale e associata». Per questo motivo si può dare credito alle affermazioni, riportate nelle confessioni del Manelfi, che egli abbia tentato di trovare accordi con esponenti della Chiesa cattolica, come il cardinale Del Monte, futuro papa Giulio III, non in vista di un suo ritorno nel cattolicesimo, quanto per ottenere tolleranza almeno dalle correnti più illuminate della Chiesa, ritenendo conciliabile, in uno spirito irenico, il suo anabattismo con il cattolicesimo meno conservatore.
Nella riunione clandestina di Venezia tenuta nell'ottobre 1550 si dovettero scontrare le due correnti del Busale e del Tiziano, da cui sarebbe uscita vincente la linea radicale e antitrinitaria del primo, senza tuttavia che il secondo decidesse di separarsi dal movimento, dal momento che si ha notizia di un successivo incontro avvenuto a Ferrara l'anno seguente.
La reazione cattolica, alla fine del 1551, arrestò o disperse gli anabattisti: Tiziano fuggì in Svizzera e una lettera del pastore protestante Filippo Gallizio indirizzata al Bullinger, informa di un processo subito da Tiziano a Coira, nel 1554, concluso con la sua abiura e con la conseguente espulsione. Da quel momento ogni altra notizia su Tiziano viene a mancare.